# Peur panique

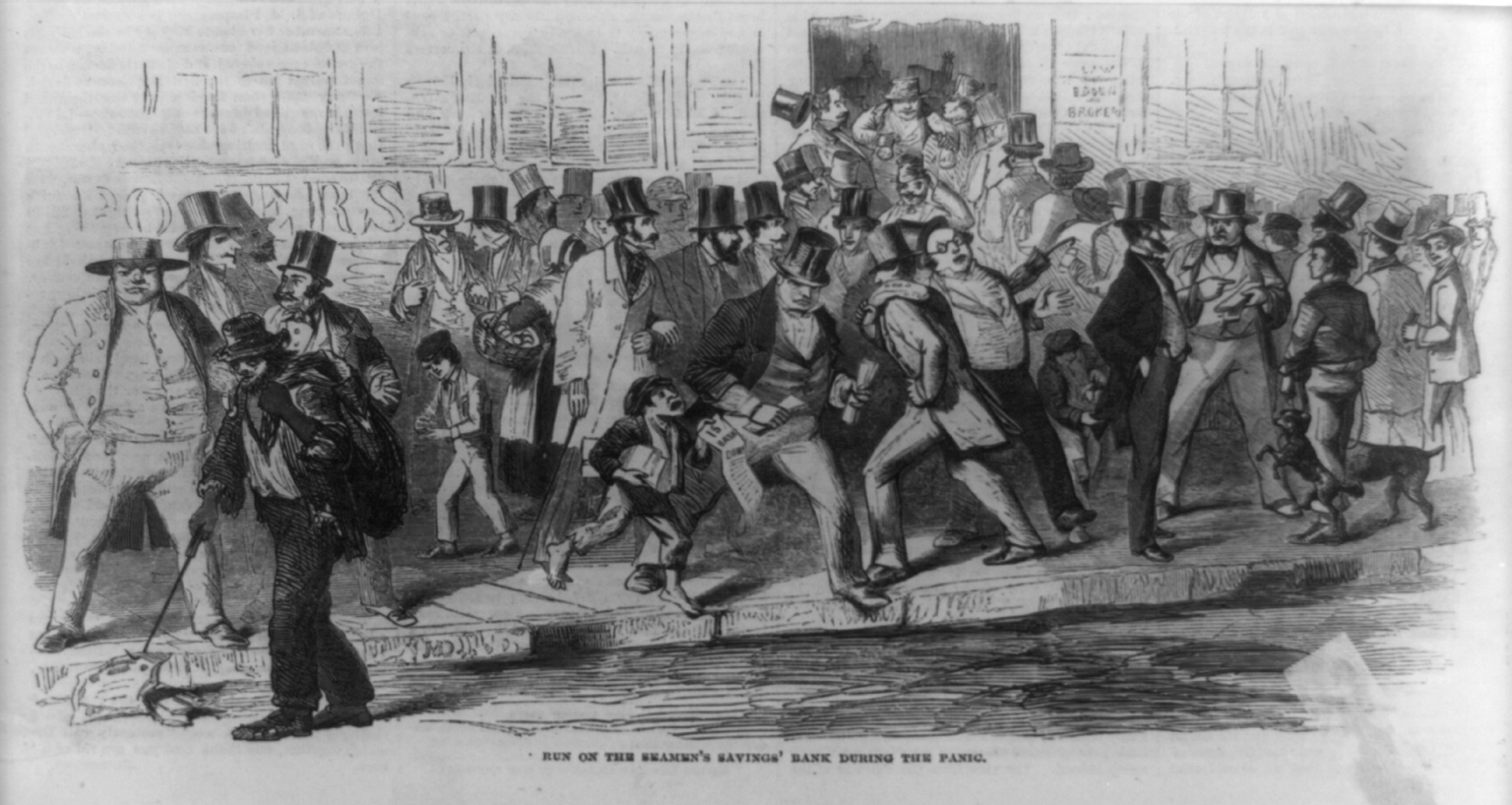
Panique de 1857.

La peur panique ou simplement panique, est une terreur soudaine, dominant la pensée et le raisonnement, manifestée par une intense anxiété et une agitation frénétique liée à une réaction combat-fuite animale. La panique peut survenir chez un seul individu ou se manifester soudainement dans un groupe sous le terme de panique de masse.
Le mot « panique » dérive du grec πανικός, « créée par le dieu Pan », qui s'amusait à effrayer les troupeaux de chèvres et de moutons.

## Peurs collectives
Des peurs collectives se sont produites lors de l'éruption du Vésuve en 79, de la Grande peur en 1789, du naufrage du Titanic en 1912, de la radiodiffusion de La Guerre des mondes en 1938, du tsunami de 2004 ou de l'accident nucléaire de Fukushima en 2011.
Cependant, de nombreuses observations suggèrent que l'image de foule cédant à la panique lorsque ses membres sont soumis à un danger majeur et immédiat est largement surfaite. Au contraire, il semble que des formes de coopération, de collaboration et de raisonnement minimum sont souvent maintenus. Cela a été le cas lors des attentats de New-York ou du Bataclan. Chez les humains, en cas de danger immédiat, l'organisation sociale ne disparait pas complètement. Elle est même maintenue et perçue comme un moyen de sauvegarde, y compris dans ses aspects moraux. Même dans les cas extrêmes, cette organisation est également perçue comme moyen de conjurer la menace, cette menace étant perçue comme formant une identité commune. Mais ces observations, qui viennent de témoignages a posteriori, restent à confirmer.